# Julian Hodgson
Julian Michael Hodgson (nacido el 25 de julio de 1963) es un Gran Maestro inglés y ex-campeón británico de ajedrez.
Saltó a la fama por primera vez por su gran progreso como juvenil -fue campeón de Londres sub-18 con 12 años y ganó el campeonato británico sub-21 a los 14.

## Biografía
Consiguió el título de Maestro Internacional en 1983 y el de Gran Maestro en 1988. Sus éxitos en torneos incluyen una 2.ª plaza en el Abierto Lloyds Bank de 1986, 1.º en el Abierto de Génova de 1988, 2.º en Tel Aviv 1988 y 1.º en Dos Hermanas 1989. En un visitante frecuente del Open de Sevilla, compartió la primera plaza en 1986 y 1988.
Hodgson se convirtió en un temido competidor a nivel nacional, ganando el título de Campeón Británico en cuatro ocasiones (1991, 1992, 1999 y 2000). En 2000, se sentía tan cómodo que se trajo su propia silla de ejecutivo e iba rodando de tablero en tablero para una máxima comodidad. Cuando no lo jugaba, sus sesiones de comentarios en directo y conferencias vespertinas en los Campeonatos Británicos fueron siempre bien recibidas por los aficionados y los maestros.
Mientras tanto, en el plano internacional, jugando para el equipo inglés en las Olimpíadas de ajedrez, Hodgson ha ganado la medalla de bronce en Novi Sad en 1990, seguida de una medalla de plata individual en Manila en 1992. En 1997 ganó el Campeonato de Canadá Abierto de ajedrez y fue co-vencedor del Abierto Nacional en Las Vegas. En Oxford en 1998, compartió victoria con Jonny Hector, por delante de John Nunn y Emil Sutovsky. En 2000, su ELO alcanzó su pico en 2640 y terminó medio punto de los líderes en el World Open. 
Durante varios años, jugó la liga de ajedrez en la Bundesliga alemana y en la 4NCL británica. Desde 2001, su juego ha estado muy limitado, debido a compromisos con la enseñanza.

## Estilo de juego
Aparte de algunos éxitos más formales, Hodgson desarrolló un agudo e implacable estilo de juego atacante y contra oponentes menores esto frecuentemente resultaba en devastadoras victorias rápidas, obteniendo el título de "Grand Maestro del Desastre". 
El mayor legado de Julian Hodgson como ajedrecista, puede ser sin embargo, la resurrección de algunos sistemas de aperturas casi olvidados. El Ataque Trompovsky (1.d4 Cf6 2.Ag5) había estado de capa caída durante muchos años, antes de su adopción y desarrollo de la apertura. En entrevistas, revela que esto nació de su pereza y reticencia a aprender la teoría de aperturas establecida. Pronto se convirtió en su arma preferida con blancas, llevando a una sorprendente popularización del sistema, la semilla de una generación completa de devotos e irónicamente, varias guías teóricas, conteniendo una gran cuota de las propias partidas y análisis de Hodgson. De hecho, su tratamiento experto del sistema llevó a su discípulo Joe Gallagher a escribir el renombrado Ataque Hodgson-Trompowski, un punto de vista compartido por muchos otros maestros. Un periodista de ajedrez una vez escribió que Hodgson puso en la picota a Trompowski.
Una versión conocida, pero más oscura del sistema (1.d4 d5 2.Ag5), ha sido apodada por algunos como el Ataque Hodgson y por otros como la Pseudo-Trompowski o el Ataque de Alfil Dama.